# سحلية دودية رفيعة الوجه
سحلية دودية رفيعة الوجه (الاسم العلمي:Amphisbaena angustifrons) هي نوع من الزواحف تتبع جنس السحلية الدودية من فصيلة السحالي الدودية.